# Slabsides
Slabsides est une cabane en bois massif empilé construite par le naturaliste John Burroughs et son fils sur un espace boisé et vallonné de 3,6 hectares en 1895, un mile (1,6 km) à l’ouest de Riverby, sa maison à West Park, à État de New York. Depuis sa construction jusqu'à la dernière année de sa vie, Burroughs a reçu de nombreux visiteurs dans la cabane, allant de Theodore Roosevelt à Henry Ford, en passant par des étudiants du Vassar College, sur l'autre rive du fleuve Hudson.

## Bâtiment et site
Slabsides est une cabane en rondins à un niveau avec un plan d'étage libre et une chambre séparée. Il est situé dans une étendue relativement basse des Marlboro Mountains, perché du côté ouest d'une colline dans le très boisé John Burroughs Nature Sanctuary. Il n'y a pas d'accès direct en véhicule à moteur ; pour y accéder, les visiteurs doivent se garer sur le chemin en gravier en haut de la colline, et suivre un chemin forestier fermé par une porte, légèrement en pente, puis à plat, à environ 500 m de la cabane.

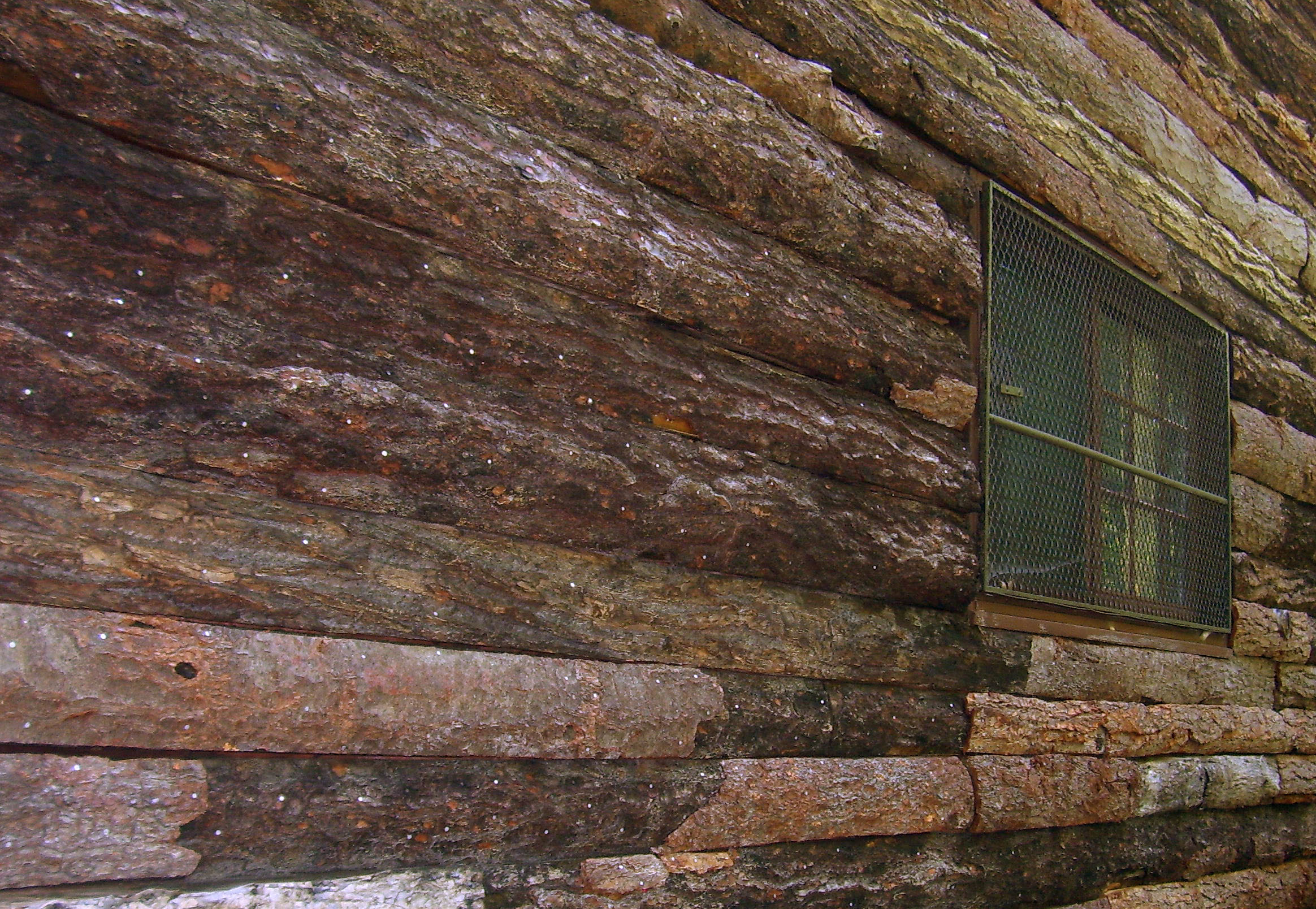
Le bardage en dosses qui a donné son nom à la cabane.

## Histoire
"Life has a different flavor here", la vie a une saveur différente ici, écrivit Burroughs à propos de la cabane dans son essai "Far and Near". « It is reduced to simpler terms; its complex equations all disappear ». Il se réduit à des termes les plus simples; ses équations complexes disparaissent toutes." Le nom "Slabsides" (que l'on peut traduire par bardage en dosse) vient des bardages en dosses recouvertes d'écorce rugueuse qui recouvrent ses murs extérieurs. "I might have given it a prettier name, but not one more fit, of more in keeping with the mood that brought me thither"", il aurait peut-être pu donner un nom plus joli, mais pas un seul ajustement, plus conforme à l'humeur qui l'amena à cet endroit. Une grande partie de la cabane reste telle qu'elle fut construite avec son fils, y compris les poteaux en genévrier de Virginie qui soutiennent le porche.
Après sa mort en 1921, la propriété a été présentée à la John Burroughs Association, qui venait d'être créée pour entretenir le souvenir du naturaliste. Lorsque des opérations d'exploitation forestière à proximité et des aménagements proposés ont menacé la propriété au milieu des années 1960, l'association a acheté les propriétés avec de l'argent récolté auprès des supporters. Cela a abouti à une expansion de la propriété dans le John Burroughs Sanctuary de 170 acres (68 ha). La cabane a été désignée monument historique national en 1968 rejoignant ainsi Riverby et Woodchuck Lodge, en tant que propriétés associées à Burroughs et portant cette désignation.

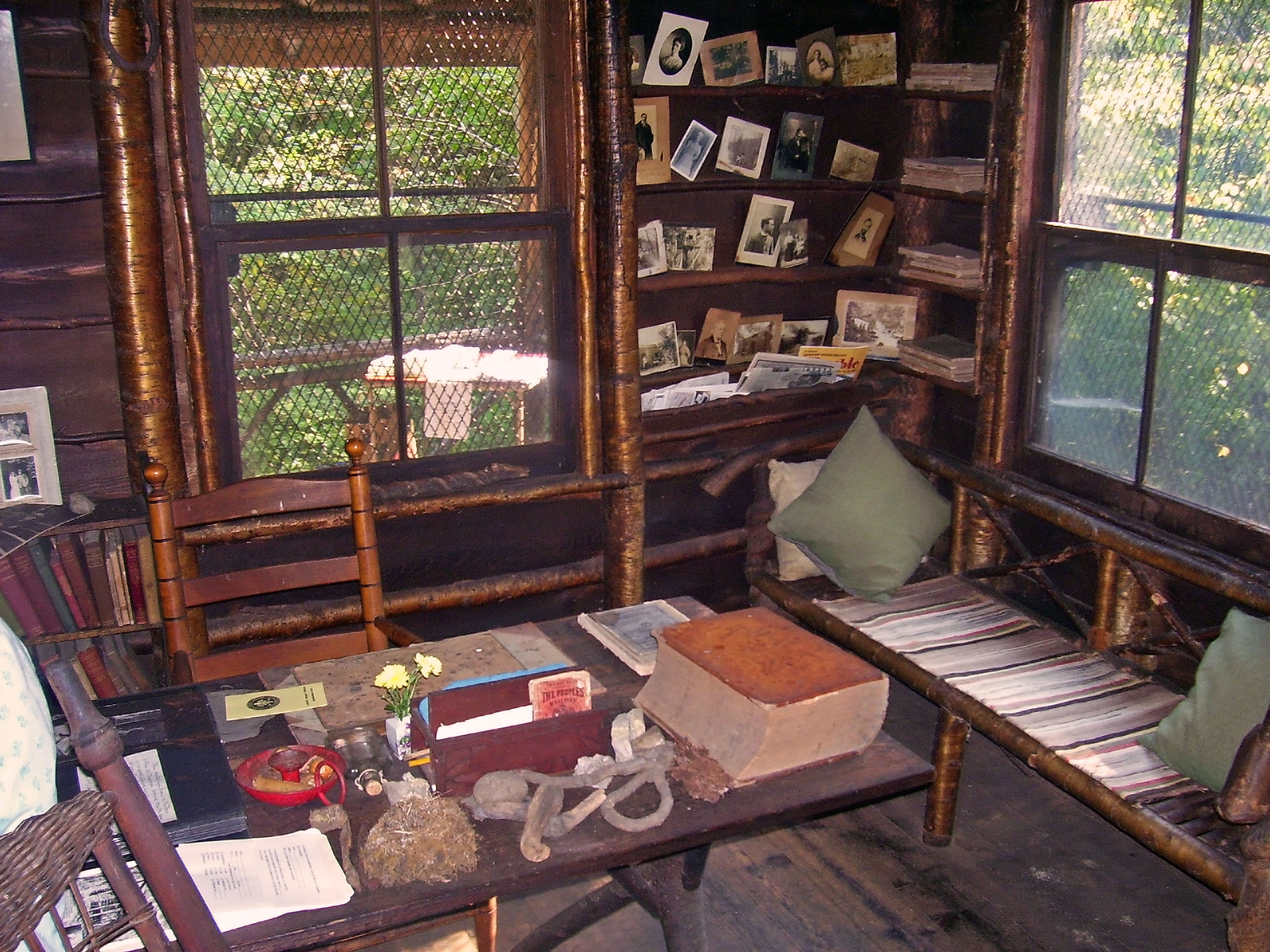
Table et mobilier à l'intérieur de la cabine; construit par Burroughs à partir de bois local.

## Accès
Pour atteindre la cabane, les visiteurs doivent se garer au bas de la route menant à Burroughs Drive et parcourir 800 m. La cabane elle-même, aménagée exactement comme Burroughs l’a quittée, n’est ouverte aux visiteurs que deux fois par an, de midi à 16h30 le troisième samedi de mai et le premier en octobre. Des sentiers de randonnée ont été aménagés pour permettre aux visiteurs de profiter des bois qui ont inspiré Burroughs. Ce sanctuaire est ouvert toute l'année.

## Voir également